# Air Austria
Air Austria war eine österreichische Fluggesellschaft. Sie wurde am 9. Jänner 1956 in Österreich nach Wiedererlangung der Lufthoheit durch den Staatsvertrag von 1955 gegründet und sollte von Wien aus den Linienverkehr nach Moskau, Düsseldorf, Amsterdam und Kairo aufnehmen. Die privatwirtschaftliche, ÖVP-nahe, und mit der KLM kooperierende Luftverkehrsgesellschaft nahm jedoch nie den Flugbetrieb auf.
Im Vorfeld der Gründung kam es zu heftigen innenpolitischen Auseinandersetzungen. Der damals amtierende österreichische Bundeskanzler Julius Raab lehnte eine von den Oppositionsparteien geforderte staatliche Beteiligung an der Air Austria ab, da ein weiterer Staatsbetrieb in Österreich nicht wünschenswert sei.
Air Austria wurde am 4. April 1957 nach langen Verhandlungen der Regierungsparteien ÖVP und SPÖ mit der staatlichen Austrian Airways zur heutigen Austrian Airlines zusammengeschlossen.